# Rogue River (ciutat)
Rogue River és una ciutat al Comtat de Jackson (Oregon). Segons el cens del 2000 tenia 1.847 habitants.

## Demografia
Segons el cens del 2000 Rogue River tenia 1.847 habitants, 902 habitatges, i 484 famílies. La densitat de població era de 735,2 habitants per km².
Dels 902 habitatges en un 19,8% hi vivien nens de menys de 18 anys, en un 41,1% hi vivien parelles casades, en un 9,5% dones solteres, i en un 46,3% no eren unitats familiars. En el 41,8% dels habitatges hi vivien persones soles el 29,9% de les quals corresponia a persones de 65 anys o més que vivien soles. El nombre mitjà de persones vivint en cada habitatge era de 2,03 i el nombre mitjà de persones que vivien en cada família era de 2,74.
Per edats la població es repartia de la següent manera: un 20% tenia menys de 18 anys, un 6,1% entre 18 i 24, un 18,9% entre 25 i 44, un 21,3% de 45 a 60 i un 33,6% 65 anys o més.
L'edat mediana era de 50 anys. Per cada 100 dones de 18 o més anys hi havia 73,8 homes.
La renda mediana per habitatge era de 23.419$ i la renda mediana per família de 34.583$. Els homes tenien una renda mediana de 32.115$ mentre que les dones 20.764$. La renda per capita de la població era de 16.789$. Aproximadament el 9,9% de les famílies i el 13,1% de la població estaven per davall del llindar de pobresa.

## Poblacions properes
El següent diagrama mostra les poblacions més properes.